# MNK Jezera
Malonogometni klub "Jezera"  (MNK Jezera; Jezera) je futsal (malonogometni) klub iz Jezera, općina Tisno, Šibensko-kninska županija, Republika Hrvatska. 
 
U sezoni 2019./20. klub se natječe u "2. HMNL - Jug".  

## O klubu
MNK "Jezera" je osnovan u ožujku 1997. godine, a službeno registriran u siječnju 1998. godine. Od sezone 1999./2000. pa do sezone 2013./14. klub je nastupao u Županijskoj malonogometnoj ligi Šibensko-kninske županije, a potom u "2. hrvatskoj malonogometnoj ligi - Jug".  
 
Klub od početka koristi lokalno malonogometno igralište na Petrovom vrtu, koje je bilo betonsko, a potom dobilo umjetnu travu, dok u službenim natjecanjima koriste dvoranu u Tisnome, koja je otvorena 2015. godine.
 
Od 2012. godine pri klubu djeluje "Škola malog nogometa" za četiri dobne kategorije. 

MNK "Jezera" od 2006. godine organiziraju Ljetni malonogometni turnir "Jezera", 
a od 2006. godine turnir "Mantinela" (s 3 igrača po ekipi). 

MNK "Jezera" su uz MNK "Murter" dva glavna kluba na otoku Murteru.

## Uspjesi
ŽMNL Šibensko-kninska
- prvaci: 2013./14.

Kup Šibensko-kninske županije
- pobjednik: 2014.

## Plasmani po sezonama
| sezona    | rang   | liga          | poz.   | klubova u ligi | ut     | pob    | ner    | por    | gol+   | gol-   | bod    | doigravanje | napomena | izvori |
| Jezera    | Jezera | Jezera        | Jezera | Jezera         | Jezera | Jezera | Jezera | Jezera | Jezera | Jezera | Jezera | Jezera      | Jezera   | Jezera |
| --------- | ------ | ------------- | ------ | -------------- | ------ | ------ | ------ | ------ | ------ | ------ | ------ | ----------- | -------- | ------ |
| 2014./15. | II.    | 2. HMNL - Jug | 9.     | 12             | 22     | 7      | 2      | 13     | 82     | 88     | 23     |             |          |        |
| 2015./16. | II.    | 2. HMNL - Jug | 9.     | 12             | 21     | 7      | 1      | 13     | 66     | 108    | 22     |             |          |        |
| 2016./17. | II.    | 2. HMNL - Jug | 3.     | 12             | 22     | 13     | 5      | 4      | 87     | 53     | 44     |             |          |        |
| 2017./18. | II.    | 2. HMNL - Jug | 4.     | 12             | 22     | 10     | 3      | 9      | 77     | 54     | 33     |             |          |        |
| 2018./19. | II.    | 2. HMNL - Jug | 3.     | 12             | 22     | 12     | 3      | 7      | 101    | 87     | 39     |             |          |        |
| 2019./20. | II.    | 2. HMNL - Jug |        | 12             |        |        |        |        |        |        |        |             |          |        |
|           |        |               |        |                |        |        |        |        |        |        |        |             |          |        |
|           |        |               |        |                |        |        |        |        |        |        |        |             |          |        |

## Unutrašnje poveznice
- Jezera

## Vanjske poveznice
- Mnk Jezera, facebook stranica ,* crofutsal.com, MNK Jezera
- [neaktivna poveznica]
- sportilus.com, MALONOGOMETNI KLUB JEZERA